# Coleção Arne Magnusson
A Coleção Arne Magnusson (dinamarquês: Den Arnamagnæanske Samling) é uma coletânea de manuscritos medievais principalmente da Islândia, da Dinamarca e da Noruega, que está albergada no Instituto Arne Magnusson (dinamarquês: Det Arnamagnæanske Institut) em Copenhaga, a capital da Dinamarca.
A coletânea compreende 3 000 manuscritos, dos quais 1 400 em Copenhaga, e ainda 774 diplomas e 2 895 apógrafos (cópias de diplomas) provenientes da Noruega, Ilhas Faroé, ilhas Shetland e ilhas Orkney.
Todo este material está guardado no Instituto Nórdico de Pesquisa (Nordisk Forskningsinstitut) da Universidade de Copenhaga.
O dador do nome é Árni Magnússon (1663-1730), um filólogo islandês que dedicou a sua vida a procurar e guardar manuscritos em nórdico antigo.
Manuscritos notáveis
- Staðarhólsbók (AM 604 4to)
- Codex Runicus (AM 28 8vo)